# Aemilius Cool
Aemilius Cool (Gouda, 1618 - aldaar, 16 november 1688) was burgemeester van de Hollandse stad Gouda. 

## Biografie
Cool was een zoon van Adriaen Cool en Margaretha van Rosendael. Hij vervulde in Gouda diverse regentenfuncties. Hij was onder meer in 1658 en 1659 fabrieksmeester. In de periode van 1648 tot 1671 was hij zes maal schepen en vijf maal burgemeester. Hij vertegenwoordigde van 1653 tot 1656 het gewest Holland als gecommitteerde bij de Generaliteitsrekenkamer. Gedurende twee perioden had hij zitting in de Staten van Holland, van 1661 tot 1664 en van 1667 tot 1670.

## Coolkapel
Een jaar voor zijn overlijden liet Cool de door zijn voorvader Jan Jansz. van Crimpen - burgemeester van Gouda en rentmeester van keizer Maximiliaan I, koning Filips I van Castilië en keizer Karel V - gestichte kapel in de Sint-Janskerk van Gouda restaureren. In de kapel liggen de gebeeldhouwde figuren van zijn grootouders Aemlius van Rosendael en Aleida de Lange. Deze beelden worden toegeschreven aan de beeldhouwer Gregorius Cool. Cool liet in 1687 zijn familiewapens in een nieuw glas in loodvenster aanbrengen. Dit wapenoverzicht is echter niet op alle punten correct.
Cool werd na zijn overlijden in 1688 hier begraven. Later werd de kapel gekocht door de patriot en stadshistoricus De Lange van Wijngaerden, bekend van de aanhouding van Wilhelmina van Pruisen bij Goejanverwellesluis.

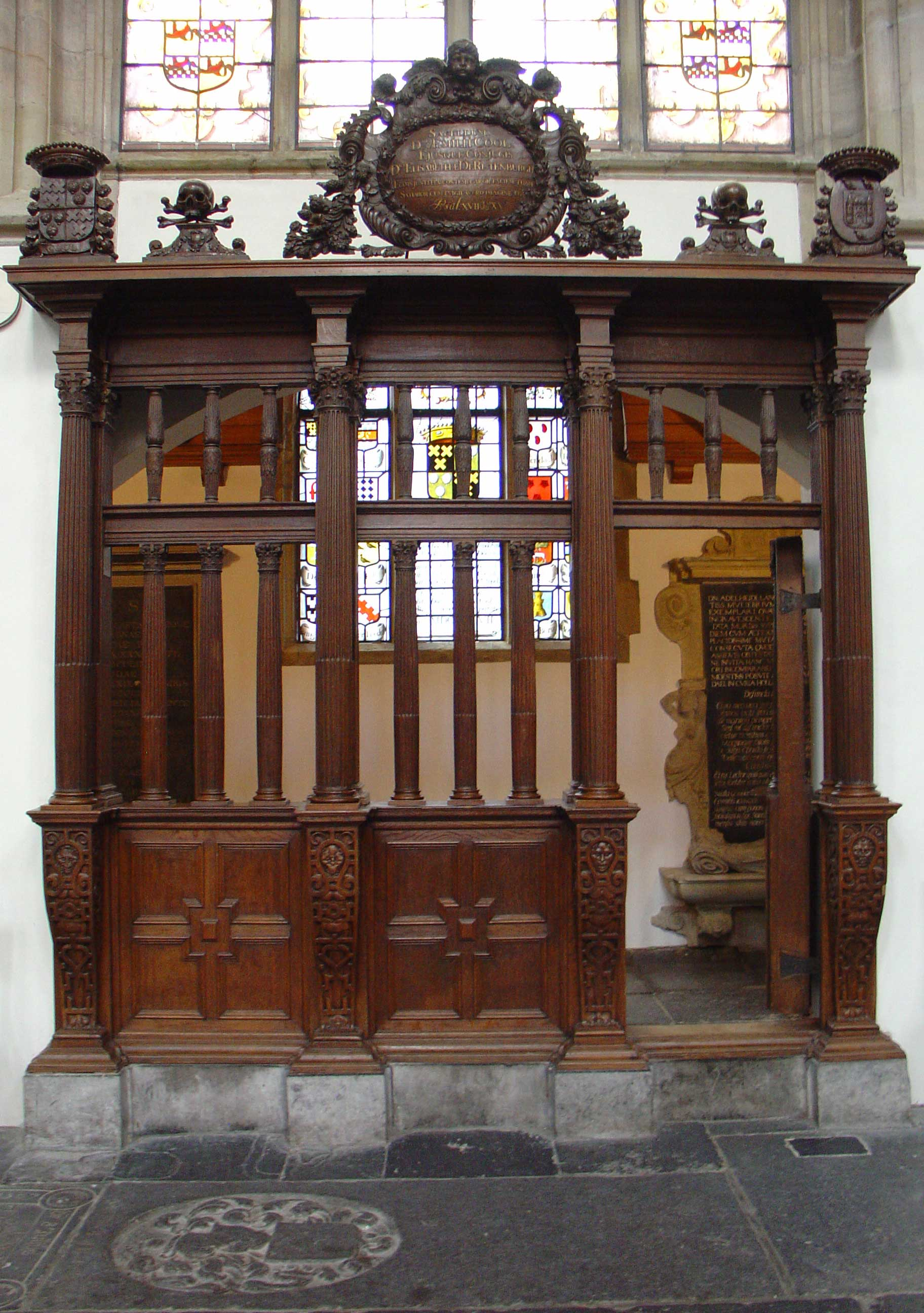
De Coolkapel in de Sint-Janskerk van Gouda
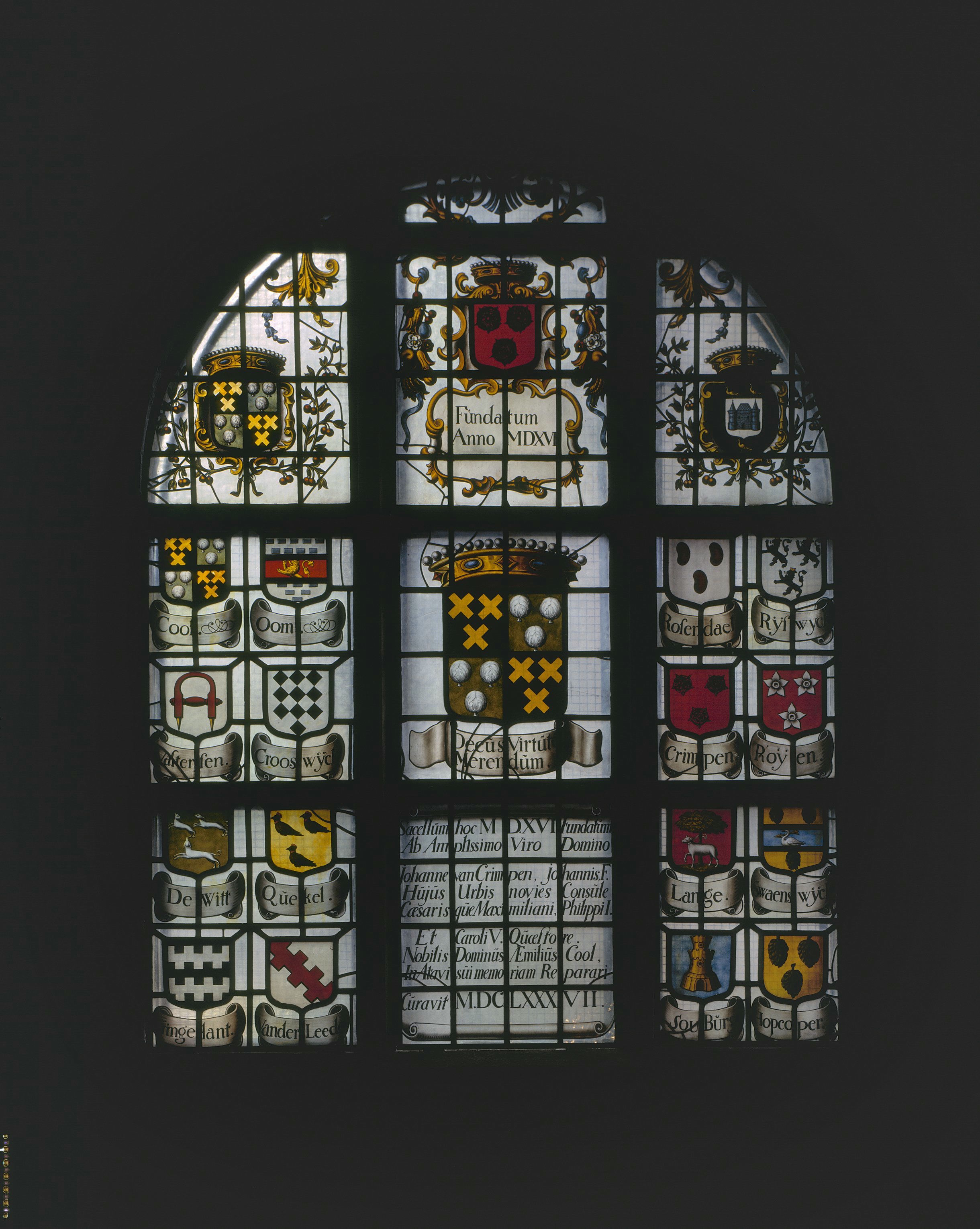
Glas in de Coolkapel in de Sint-Janskerk van Gouda